# Грињела (Венеција)
Грињела (итал. Grignella) је насеље у Италији у округу Венеција, региону Венето.
Према процени из 2011. у насељу је живело 207 становника. Насеље се налази на надморској висини од -3 м.